# Aryanisation
Ancré dans la propagande nazie qui prétendait à l’existence d’une race supérieure dite aryenne, le néologisme aryanisation désigne l’expropriation totale des Juifs en Allemagne ainsi qu’en Autriche pendant la période du nazisme, et par extension les spoliations endurées par les Juifs de toute l'Europe occupée pendant la Shoah.
Dans un sens plus large, sont également rangés sous le terme « aryanisation » d’autres aspects de l’exclusion des Juifs par les nazis, tels que leurs élimination de la vie culturelle ou scientifique.

## Racket organisé contre les Juifs sous leIIIeReich
Cette politique d'aryanisation se fait avant tout dans le secteur économique. Différentes mesures prises par le régime nazi encouragent de nombreux commerçants et chefs d'entreprises à liquider leur commerce et les oblige à les céder à des prix sous-évalués. L'organisation du boycott des commerces juifs, à partir du 1er avril 1933, participe fortement à ce phénomène puisqu'elle appauvrit peu à peu ces populations. Les commerçants juifs subissent également l'instauration de réglementations discriminantes, sans compter les violences occasionnelles commises contre leur commerce. Au total, entre 1933 et l'automne 1938 le nombre d'entreprises détenues par des Juifs est passé de 100 000 à 40 000.
Au lendemain de la nuit de Cristal, le 12 novembre 1938, l'ordonnance pour l'élimination des Juifs de la vie économique de l'Allemagne (Verordnung zur Ausschaltung der Juden aus dem deutschen Wirtschaftsleben) permet la liquidation des entreprises restantes détenues par des Juifs et sont en partie remises par coercition à de nouveaux propriétaires non-juifs. Les produits de l’expropriation étant confisqués au profit du Reich, les propriétaires légitimes se sont retrouvés ruinés pour la plupart. De plus, tous les employés juifs sont licenciés.
L'aryanisation se fait également d'un point de vue culturel puisque dès le 10 mai 1933 des autodafés sont organisés visant à détruire les écrits des auteurs ayant un esprit "non-allemand", principalement des Juifs, des marxistes et des pacifistes. Le 22 septembre 1933 les artistes juifs sont exclus du monde culturel allemand puisqu'ils ne peuvent se produire que lors de manifestations destinées à des publics juifs. Le 4 octobre 1933, ordre est donné dans la presse de congédier les rédacteurs en chef non-aryens.

## Aryanisation en Europe occupée
Une forme d'aryanisation « spontanée » exista partout en Europe, lorsqu'après l'arrestation des Juifs, un certain nombre de leurs voisins n'hésitaient pas à piller leurs maisons et leurs appartements. Lors de la grande rafle du Vel'd'Hiv' (juillet 1942), le jeune Maurice Rajsfus, échappé du lieu d'internement et revenu dans l'appartement familial vide, découvrit le concierge en train de le piller[réf. nécessaire].
Dès 1942, une "antenne ouest" du ministère des Territoires occupés de l'Est met en place une opération appelée M-Aktion ("M" pour mobilier) visant à confisquer et à s'emparer des meubles et autres objets d'ameublement des "appartements juifs non surveillés" des Juifs en fuite ou déportés en France et dans les pays du Benelux. Dans un premier temps, cette opération s'inscrit dans le Generalplan Ost, les biens spoliés étant initialement mis à la disposition des administrations dans les territoires occupés de l'Est. À Amsterdam, d'où furent déportés sans retour 66 000 Juifs hollandais, l'entreprise Puls se tailla vite une sinistre réputation en collaborant activement à cette opération, vidant les biens des victimes de la shoah. Le verbe pulsen entra même dans le langage courant.
Une forme systématique et planifiée de spoliation des biens juifs fut également mise en place en 'Europe de l'Est. Lire à ce sujet l'article Generalplan Ost.

### Aryanisation en France

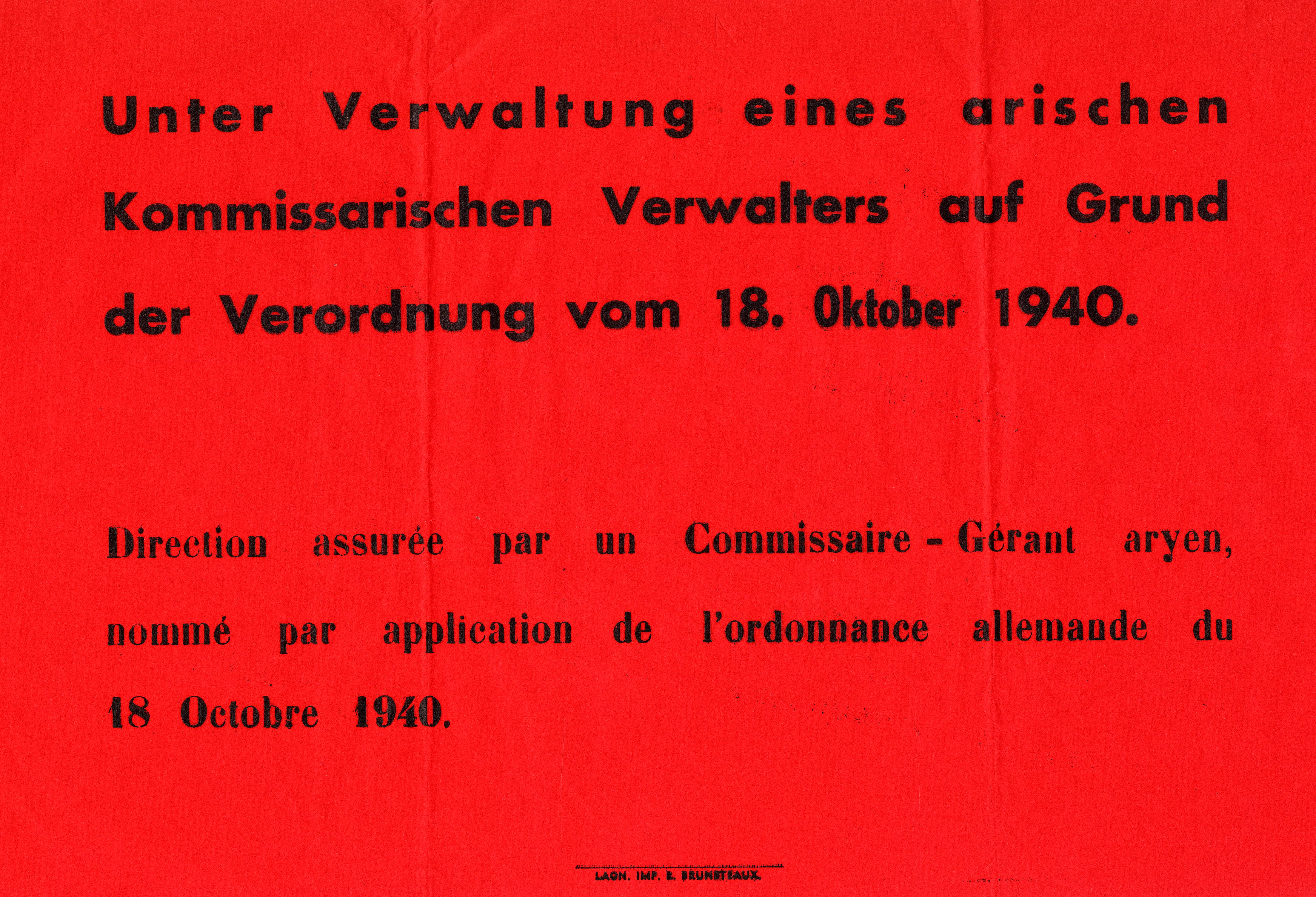
Affiche apposée après octobre 1940, dans l'Aisne, sur les commerces juifs, dans le cadre de la politique d'aryanisation, indiquant la nomination d'un commissaire-gérant aryen (archives départementales de l'Aisne).

Le terme est également utilisé par des historiens au sujet de la spoliation des Juifs français, menée conjointement et concurremment par l'occupant allemand et le régime de Vichy. Elle fit suite à la loi du 22 juillet 1941 de l’État français, qui elle-même faisait suite à « l'aryanisation » décidée par les Allemands à l'automne 1940 en zone occupée. Longtemps négligée, la spoliation des biens juifs est devenue un champ de recherche très développé à partir des années 1990.
La dépossession des Juifs fut d'emblée inscrite au cahier des charges du Commissariat général aux questions juives, créé le 29 mars 1941 et dirigé par Xavier Vallat puis Darquier de Pellepoix. Dès l'été 1940, les divers services allemands s'employaient également activement à dérober les biens juifs. L'ambassadeur Otto Abetz profita ainsi de l'exode pour faire main-basse sur les collections d'art des propriétaires juifs absents.
Fin 1941, les Allemands frappèrent la communauté juive française d'une amende exorbitante d'un milliard de francs, à payer entre autres sur la vente de biens juifs, et gérée par la Caisse des dépôts et consignations.
L'historien Henry Rousso estime à 10 000 le nombre d'entreprises aryanisées. On compta 50 000 nominations d'un administrateur de biens juifs sous l'Occupation. Dès 1940, 50 % de la communauté juive fut privée des moyens d’existence normaux, en vertu des lois de Vichy prohibant l'exercice de nombreux métiers aux Juifs ainsi que des ordonnances allemandes.
Entreprises françaises aryanisées : Galeries Lafayette, éditions Nathan, Calmann-Lévy, Cluny, Ferenczi et Delage. L'aryanisation toucha aussi la presse, le cinéma, les théâtres (ainsi le Théâtre des Ambassadeurs à Paris, le théâtre Sarah-Berhardt étant rebaptisé quant à lui Théâtre de la Cité). Elle n'épargna pas l'industrie : à Saint-Denis, par exemple, 10 % des entreprises chimiques de cette importante ville industrielle furent concernés. Elle s'étendit bien au-delà d'une simple volonté de « réduire l'influence juive », que la propagande antisémite avait mise en avant bien avant la guerre : dans l'Est parisien, on aryanisa aussi d'innombrables et fort modestes boutiques de coiffure, de tailleurs ou de fripiers... L'historien Florent Le Bot en décrit précisément les ressorts dans son étude sur la branche du cuir en montrant comment la participation à la dépossession de concurrents vient s'inscrire dans une histoire de branche et une histoire française quelque peu cahotantes de 1930 à 1950, entre l'embellie des années 1920 et la dynamique des Trente Glorieuses.
Le PDG de la Société générale, Henri Ardant, joua un rôle moteur dans l'aryanisation des banques, ainsi que d'autres secteurs dans lesquels sa banque possédait des intérêts (la chaussure notamment).
En Algérie, l'aryanisation alla parfois plus loin qu'en métropole. Un service de l’aryanisation économique, disposant de trois sections à Alger, Oran, Constantine, fut chargé de l’application de la loi du 22 juillet 1941, qui retirait leurs biens aux Juifs.

#### Spécifiquement sur l'aryanisation et les restitutions
- Laurent Douzou (préf. Jean-Marie Chanon), Voler les juifs : Lyon, 1940-1945, Paris, Hachette Littératures, coll. « Vie quotidienne, Histoire », 2003, 340 p. (ISBN 978-2-01-235613-9, OCLC 185992706).
- Alexandre Doulut, La spoliation des biens juifs en Lot-et-Garonne, 1941-1944, Narrosse, Albret, coll. « Terres de mémoire » (no 1), 2005, 166 p. (ISBN 978-2-913055-10-0, OCLC 238638037)
- Jean-Marc Dreyfus (préf. Antoine Prost), Pillages sur ordonnances : aryanisation et restitution des banques en France, 1940-1953, Paris, Fayard, coll. « Pour une histoire du XXe siècle », 2003, 475 p. (ISBN 978-2-213-61327-7, OCLC 52329178, présentation en ligne).
- Constantin Goschler (dir.) (trad. Odile Demange), Spoliations et restitutions des biens juifs en Europe : XXe siècle [« Raub und Restitution »], Paris, Autrement, coll. « Mémoires » (no 135), 2007, 413 p. (ISBN 978-2-7467-0918-8, OCLC 190797282, BNF 41124555).
- Martin Jungius (trad. de l'allemand par Nicole Casanova et Olivier Mannoni), Un vol organisé : l'État français et la spoliation des biens juifs, 1940-1944 [« Verwaltete Raub »], Paris, Tallandier, 2012, 525 p. (ISBN 978-2-84734-689-3, OCLC 801836031, BNF 42605918)[5]
- Florent Le Bot, La fabrique réactionnaire : antisémitisme, spoliations et corporatisme dans le cuir (1930-1950, Paris, France, Sciences Po, Les presses, coll. « Sciences Po histoire », 2007, 399 p. (ISBN 978-2-7246-1046-8, OCLC 660444246, BNF 41160738)
- Philippe Verheyde, Les mauvais comptes de Vichy : l'aryanisation des entreprises juives, Paris, Perrin, coll. « Terre d'histoire », 1999, 564 p. (ISBN 978-2-262-01524-4, OCLC 185468859)
- « La fabrique réactionnaire, Antisémitisme, spoliations et corporatisme dans le… », sur pressesdesciencespo.fr via Internet Archive (consulté le 19 décembre 2023)
- http://www.histoire-politique.fr/index.php?numero=05&rub=comptes-rendus&item=70

#### Plus généralement
- Tal Bruttmann, Au bureau des affaires juives : l'administration française et l'application de la législation antisémite, 1940-1944, Paris, Découverte, coll. « L'espace de l'histoire », 2006, 286 p. (ISBN 978-2-7071-4593-2, OCLC 70053997).
- Laurent Joly, Vichy dans la "Solution finale" : histoire du commissariat general aux questions juives (1941-1944), Paris, Grasset, 2006, 1014 p. (ISBN 978-2-246-63841-4, OCLC 937060033).
- Jean Laloum (préf. André Kaspi), Les juifs dans la banlieue parisienne des années 20 aux années 50 : Montreuil, Bagnolet et Vincennes à l'heure de la solution finale, Paris, CNRS, 1999, 447 p. (ISBN 978-2-271-05554-5, OCLC 247895568).
  - Voir aussi : Jean Laloum a soutenu son HDR (Habilitation à Diriger des Recherches) le 15 septembre 2015 sur la politique d'aryanisation économique des biens juifs opérée par le régime de Vichy en Algérie (1941-42).
- Barbara Lambauer (préf. Jean-Pierre Azéma), Otto Abetz et les Français, ou, L'envers de la Collaboration, Paris, Fayard, 2001, 895 p. (ISBN 978-2-213-61023-8, OCLC 644767635).
- Michel Margairaz (dir.), Banques, Banque de France et Seconde Guerre mondiale : Actes de la journée d'études du 4 juin 1999, Paris, Mission historique de la banque de France, Paris, Albin Michel, 2002, 199 p. (ISBN 978-2-226-13286-4, OCLC 50085530).
- Renaud de Rochebrune et Jean-Claude Hazera, Les Patrons sous l'occupation, Paris, O. Jacob, coll. « Histoires, hommes, entreprises. », 1995, 874 p. (ISBN 978-2-7381-0328-4, OCLC 924971059, présentation en ligne).

### Filmographie
- Le Dernier métro (1980), de François Truffaut, avec Gérard Depardieu et Catherine Deneuve, relate l'histoire sous l'Occupation d'un théâtre parisien prétendument aryanisé, que son directeur juif tente de continuer à diriger grâce à son épouse, depuis sa cachette au fond de la cave.
- Monsieur Klein (1976), film de Joseph Losey avec Alain Delon dans le rôle-titre.

Un jour de 1942, M. Klein a la surprise, lui qui n’était pas juif, de découvrir sur le pas de sa porte un périodique juif, semblant lui être adressé. À force de recherche, il découvre l’existence d’un Robert Klein, traqué par les autorités de Vichy. Très vite, du fait, à la fois de la « législation » de Vichy, mais aussi de l’indifférence et de l’antisémitisme ambiants, le sort de ces deux hommes est appelé à se confondre.
- Le Miroir aux alouettes, film tchécoslovaque (1965).